# Piet Meeuse
Piet Meeuse (Goes, 1 december 1947) is een Nederlands schrijver en vertaler.

## Biografie
Na de Christelijke Kweekschool in Middelburg studeerde hij Nederlands MO-A en filosofie aan de Universiteit van Amsterdam. Hij vertaalde werk van Paul Valéry, Francis Ponge en Milan Kundera uit het Frans en van Hermann Broch en Hans Magnus Enzensberger uit het Duits. Zijn eigen werk verschijnt bij de Bezige Bij. Van 1982 tot 1991 was hij redacteur van De Revisor en van 2000 tot 2009 redacteur van Raster. Piet Meeuse woont in Amsterdam.

## Prijzen
- 1993 - Busken Huetprijs voor De jacht op Proteus
- 1996 - Jan Greshoffprijs voor Doorkijkjes: over de werkelijkheid van beelden